# Mountaga Diallo
Pour les articles homonymes, voir Diallo.
Mountaga Diallo (1942 à Kolda – 4 septembre 2017 à Dakar) est un officier général et un diplomate sénégalais.
Général de division, il a exercé les fonctions d'Inspecteur général des forces armées et d'ambassadeur du Sénégal en Russie.

## Biographie

### Formation
Le général Diallo est formé à l'École spéciale militaire de Saint-Cyr Coëtquidan (France). Il est de la même promotion que Khaly Diakhaté.
Parmi ces anciens à Saint-Cyr, on peut citer les militaires sénégalais suivants : Mamadou Seck (ancien CEMGA), Mamadou Niang (ancien Ministre de l'intérieur), Charles André Nelson (ancien Chef d'état-major particulier du président de la République), Abdoulaye Dieng, Didier Bampassy, Mambaye Diaw, Mamadou Abibou Dièye, Cheick Diop, Mamadou Diop, Talibouya Koné, Mahamadou Samb et Omar Ndiaye. La promotion « Centenaire de Camerone » fut celle comportant le plus de militaires sénégalais.
Il effectue, de 1965 à 1966, une formation à l'École d'application de l'infanterie, complétée par un stage d'officier à l'École des troupes aéroportées de Pau. Puis il rejoint l'artillerie en 1971.
De 1980 à 1982, il fréquente l'École supérieure de guerre à Paris. Il décroche le Brevet et, en parallèle, un diplôme d'études approfondies (DEA) de Science politique à l'Université Paris 1 (juin 1982), avec un mémoire consacré à La Sécurité de l'Afrique noire centrale et occidentale. Il suit ensuite des cours sur la stratégie de sécurité en Afrique au sein de l'Académie Nasser (Égypte).
De mai à juin 1996, quelques mois avant d'être promu général, Mountaga Diallo fréquente l'Institut des Hautes Etudes de Défense Nationale (IEHDN), à Paris.

### Carrière
Le général Mountaga Diallo a également servi en qualité de commandant du contingent sénégalais au Liberia et chef des officiers de liaison de l'ECOMOG, les troupes de maintien de la paix de la CEDEAO de 1991 à 1993.
Il a été Chef d’état-major de l'armée de terre.
Il a été Sous-chef d’état-major général des Armées de juillet 1996 à janvier 1998. Il est remplacé à ce poste par le colonel Ousmane Goudiaby.
En 1998, il occupe les fonctions d'Inspecteur général des forces armées (Igfa). Il est remplacé à ce poste par le général Charles André Nelson.
En mars 2000, le Conseil de sécurité entérine sa nomination en tant que commandant de la Mission de l'Organisation des Nations unies en République démocratique du Congo, un poste qu'il quittera le 31 décembre 2003, prenant alors sa retraite, à l'âge de 61 ans, « après 40 ans, 3 mois et 20 jours de services effectifs dans l'armée ». Le général Sumaila Iliya du Nigéria lui succède au commandement de la force pendant un an, avant que le général Babacar Gaye n'en prenne le commandement.
Le 6 septembre 2004, le président Abdoulaye Wade le nomme ambassadeur extraordinaire et plénipotentiaire de la République du Sénégal auprès de Vladimir Poutine, président de la fédération de Russie.
Le général Diallo est titulaire de plusieurs décorations nationales et étrangères[réf. souhaitée].